# Colostethus leopardalis
Aromobates leopardalis là một loài ếch thuộc họ Dendrobatidae. Đây là loài đặc hữu của Venezuela. Môi trường sống tự nhiên của chúng là vùng núi ẩm nhiệt đới hoặc cận nhiệt đới, vùng cây bụi nhiệt đới hoặc cận nhiệt đới vùng đất cao, đồng cỏ nhiệt đới hoặc cận nhiệt đới vùng đất cao, và sông ngòi.